# Nuoto ai XIX Giochi del Mediterraneo - 100 metri rana maschili
La gara dei 100 metri rana maschili ai XIX Giochi del Mediterraneo si è svolta il 5 luglio 2022. Al mattino si sono svolte le batterie, mentre la finale si è disputata nel pomeriggio.

## Podio
| Pos. | Atleta             | Nazione |
| ---- | ------------------ | ------- |
|      | Berkay Öğretir     | Turchia |
|      | Hüseyin Emre Sakçı | Turchia |
|      | Alessandro Pinzuti | Italia  |

## Record
Prima della manifestazione il record del mondo (RM) e il record dei Giochi del Mediterraneo (RG) erano i seguenti.
|  | 56"88   | Adam Peaty     | 21 luglio 2019 Gwangju   |
|  | 1'00"36 | Fabio Scozzoli | 24 giugno 2018 Tarragona |

Durante la competizione è stato migliorato il seguente record:
|  | 1'00"03 | Berkay Öğretir |

## Risultati

### Batterie
| Pos. | Batteria | Corsia | Atleta                   | Nazionalità | Tempo   | Note |
| ---- | -------- | ------ | ------------------------ | ----------- | ------- | ---- |
| 1    | 3        | 4      | Berkay Öğretir           | Turchia     | 1'01"06 | Q    |
| 2    | 3        | 5      | Alessandro Pinzuti       | Italia      | 1'01"50 | Q    |
| 3    | 1        | 5      | Clément Bidard           | Francia     | 1'01"82 | Q    |
| 4    | 1        | 4      | Konstantinos Meretsolias | Grecia      | 1'02"12 | Q    |
| 5    | 1        | 3      | Antoine Marc             | Francia     | 1'02"13 | Q    |
| 6    | 2        | 4      | Hüseyin Emre Sakçı       | Turchia     | 1'02"17 | Q    |
| 7    | 2        | 5      | Savvas Thomoglou         | Grecia      | 1'02"41 | Q    |
| 8    | 2        | 3      | Alessandro Fusco         | Italia      | 1'02"44 | Q    |
| 9    | 3        | 2      | Moncef Aymen Balamane    | Algeria     | 1'02"82 |      |
| 10   | 3        | 3      | Francisco Quintas        | Portogallo  | 1'02"86 |      |
| 11   | 2        | 2      | Gabriel Lopes            | Portogallo  | 1'03"20 |      |
| 12   | 3        | 6      | Panayiotis Panaretos     | Cipro       | 1'03"48 |      |
| 13   | 2        | 7      | Patrick Pelegrina        | Andorra     | 1'03"82 |      |
| 14   | 2        | 6      | Peter John Stevens       | Slovenia    | 1'03"96 |      |
| 15   | 1        | 2      | Giacomo Casadei          | San Marino  | 1'04"52 |      |
| 16   | 1        | 6      | Alex Castejón Ramirez    | Spagna      | 1'04"55 |      |
| 17   | 3        | 7      | Ramzi Chouchar           | Algeria     | 1'05"91 |      |

### Finale
| Pos. | Corsia | Atleta                   | Nazionalità | Tempo   | Note |
| ---- | ------ | ------------------------ | ----------- | ------- | ---- |
|      | 4      | Berkay Öğretir           | Turchia     | 1'00"03 |      |
|      | 5      | Hüseyin Emre Sakçı       | Turchia     | 1'00"19 |      |
|      | 7      | Alessandro Pinzuti       | Italia      | 1'00"31 |      |
| 4    | 3      | Clément Bidard           | Francia     | 1'01"17 |      |
| 5    | 6      | Konstantinos Meretsolias | Grecia      | 1'01"70 |      |
| 6    | 2      | Antoine Marc             | Francia     | 1'01"85 |      |
| 7    | 1      | Savvas Thomoglou         | Grecia      | 1'02"08 |      |
| 8    | 8      | Alessandro Fusco         | Italia      | 1'02"26 |      |